# رباط (کالبدشناسی)
رباط یا لیگامان (به فرانسوی: Ligament) گروهی از بافت‌های فیبر مانند هستند که در محل مفاصل، استخوانی را به استخوان دیگر متصل می‌کنند. رباط‌ها، در مفاصل، گاهی در اطراف غضروف‌های دو استخوان (مانند مفصل لولایی آرنج یا زانو) و گاهی درون مفاصل (مانند مفصل گوی و کاسه در نیم لگن و ران) هستند و توانایی مقاومت دربرابر کشش را دارند. رباط‌ها، مانند تاندون‌ها، از کُلاژِن ساخته شده‌اند و تفاوت آن‌ها در این است که تاندون عضلات را به استخوان‌هایی از صفاق مانند لیگامان هپاتودئودنال و بخش‌های به‌جامانده از دوران جنینی مانند لیگامان ترس هپاتیس.

## اشتباهات متداول
استخوان‌هایی که در مفاصل به یکدیگر متصل می‌شوند، از نوع متحرک هستند و دارای حرکت می‌باشند؛ در این صورت رباط باعث اتصال استخوان‌ها به یکدیگر می‌شود، مانند مفصل زانو (به خصوص رباط صلیبی پیشین و رباط صلیبی پسین)، آرنج و … بنابراین ما هیچ‌گاه نمی‌توانیم در مفاصل ثابت مانند جمجمه رباط داشته باشیم.